# Pallacanestro agli Island Games 2007 - Torneo maschile
Il torneo di pallacanestro agli Island Games 2007, si è svolto dal 30 giugno al 6 luglio 2007, nell'isola greca di Rodi.
La competizione ha visto l'affermazione di Minorca, vincitrice anche di quella femminile.

## Svolgimento

### Gruppo A
| Squadra      | V - P | Pf - PS   | +/-  | Pts |
| ------------ | ----- | --------- | ---- | --- |
| Minorca      | 5 - 0 | 427 - 283 | +144 | 10  |
| Bermuda      | 4 - 1 | 454 - 326 | +128 | 9   |
| Isole Cayman | 3 - 2 | 427 - 370 | +57  | 8   |
| Gibilterra   | 2 - 3 | 392 - 363 | +29  | 7   |
| Guernsey     | 1 - 4 | 257 - 427 | -170 | 6   |
| Jersey       | 0 - 5 | 277 - 465 | -188 | 5   |

| Rodi 30 giugno 2007 | Bermuda | 111 – 52 | Jersey | Venetoklio Indoor Hall |

| Rodi 30 giugno 2007 | Isole Cayman | 67 – 86 | Minorca | Ialyssos Indoor Hall |

| Rodi 30 giugno 2007 | Gibilterra | 77 – 37 | Guernsey | Ialyssos Indoor Hall |

| Rodi 1º luglio 2007 | Gibilterra | 80 – 95 | Bermuda | Ialyssos Indoor Hall |

| Rodi 1º luglio 2007 | Jersey | 60 – 115 | Isole Cayman | Ialyssos Indoor Hall |

| Rodi 1º luglio 2007 | Minorca | 101 – 40 | Guernsey | Venetoklio Indoor Hall |

| Rodi 2 luglio 2007 | Jersey | 54 – 88 | Gibilterra | Ialyssos Indoor Hall |

| Rodi 2 luglio 2007 | Guernsey | 52 – 91 | Isole Cayman | Venetoklio Indoor Hall |

| Rodi 2 luglio 2007 | Bermuda | 66 – 77 | Minorca | Venetoklio Indoor Hall |

| Rodi 3 luglio 2007 | Bermuda | 97 – 56 | Guernsey | Venetoklio Indoor Hall |

| Rodi 3 luglio 2007 | Minorca | 79 – 50 | Jersey | Venetoklio Indoor Hall |

| Rodi 3 luglio 2007 | Isole Cayman | 93 – 87 | Gibilterra | Ialyssos Indoor Hall |

| Rodi 4 luglio 2007 | Guernsey | 72 – 61 | Jersey | Venetoklio Indoor Hall |

| Rodi 4 luglio 2007 | Gibilterra | 60 – 84 | Minorca | Venetoklio Indoor Hall |

| Rodi 4 luglio 2007 | Isole Cayman | 61 – 85 | Bermuda | Venetoklio Indoor Hall |

### Gruppo B
| Squadra      | V - P | Pf - Ps   | D    | Pts |
| ------------ | ----- | --------- | ---- | --- |
| Rodi         | 4 - 0 | 401 - 230 | +171 | 8   |
| Saaremaa     | 3 - 1 | 343 - 277 | +66  | 7   |
| Gotland      | 2 - 3 | 330 - 270 | +60  | 6   |
| Anglesey     | 1 - 3 | 270 - 347 | -77  | 5   |
| Isola di Man | 0 - 4 | 172 - 392 | -220 | 4   |

| Rodi 30 giugno 2007 | Rodi | 119 – 47 | Isola di Man | Venetoklio Indoor Hall |

| Rodi 1º luglio 2007 | Anglesey | 78 – 52 | Isola di Man | Venetoklio Indoor Hall |

| Rodi 1º luglio 2007 | Gotland | 67 – 97 | Rodi | Venetoklio Indoor Hall |

| Rodi 1º luglio 2007 | Saaremaa | 76 – 73 | Anglesey | Venetoklio Indoor Hall |

| Rodi 2 luglio 2007 | Isola di Man | 30 – 88 | Gotland | Venetoklio Indoor Hall |

| Rodi 2 luglio 2007 | Saaremaa | 63 – 85 | Rodi | Ialyssos Indoor Hall |

| Rodi 3 luglio 2007 | Gotland | 76 – 77 | Saaremaa | Ialyssos Indoor Hall |

| Rodi 3 luglio 2007 | Rodi | 100 – 53 | Anglesey | Venetoklio Indoor Hall |

| Rodi 4 luglio 2007 | Isola di Man | 43 – 107 | Saaremaa | Ialyssos Indoor Hall |

| Rodi 4 luglio 2007 | Anglesey | 66 – 99 | Gotland | Venetoklio Indoor Hall |

### Semifinali
| Rodi 5 luglio 2007 | Minorca | 73 – 64 | Saaremaa | Ialyssos Indoor Hall |

| Rodi 5 luglio 2007 | Rodi | 80 – 88 | Bermuda | Venetoklio Indoor Hall |

### Finali
9º - 10º posto
| Rodi 5 luglio 2007 | Guernsey | 75 – 37 | Isola di Man | Venetoklio Indoor Hall |

7º - 8º posto
| Rodi 5 luglio 2007 | Gibilterra | 96 – 83 | Anglesey | Ialyssos Indoor Hall |

5º - 6º posto
| Rodi 5 luglio 2007 | Isole Cayman | 70 – 69 | Gotland | Ialyssos Indoor Hall |

3º - 4º posto
| Rodi 6 luglio 2007 | Saaremaa | 58 – 73 | Rodi | Venetoklio Indoor Hall |

1º - 2º posto
| Rodi 6 luglio 2007 | Minorca | 75 – 72 | Bermuda | Venetoklio Indoor Hall |

## Classifica
| Oro     | Minorca      |
| Argento | Bermuda      |
| Bronzo  | Rodi         |
| 4.      | Saaremaa     |
| 5.      | Isole Cayman |
| 6.      | Gotland      |
| 7.      | Gibilterra   |
| 8.      | Anglesey     |
| 9.      | Guernsey     |
| 10.     | Isola di Man |
| 11.     | Jersey       |

## Fonti
- IslandGames.net: 2007 basketball results (PDF), su islandgames.net. URL consultato il 6 dicembre 2008 (archiviato dall'url originale il 7 ottobre 2007).